# 葦原検校
葦原 検校（あしはら けんぎょう）は、江戸時代後期の鍼医。幼少時に失明して当道座に入り、松代藩に仕えた後、徳川御三家の信任を得、江戸幕府奥医師に取り立てられた。清和源氏義仲流木曾氏を称し、その再興、顕彰にも尽力した。

## 生涯

### 生い立ち
寛政9年（1797年）4月11日、江戸桜田に木曾忠代夫義富の子として生まれた。7歳の時麻疹に罹患して失明したため、当道座岸村検校に入門し、剃髪して英俊と号し、金子勾当、村井快悦、坂幽玄に鍼術を学んだ。

### 松代藩出仕
文化7年（1810年）、松代藩主真田幸弘を診療するようになり、文化10年（1813年）7月、藩主に従い信濃国松代城下に赴任、文化11年（1814年）帰府し、真田幸専に御目見、衆分として扶持を賜った。
文化12年（1829年）4月火事に類焼し、赤沢大沢に転居した。文化12年（1815年）6月24日、坂幽玄より鍼術免許を与えられた。文政3年（1820年）5月勾当、文政4年（1821年）10月26日検校に昇った。文政5年（1822年）松代藩より20人扶持を賜り、溜池藩邸に住んだ。
文政5年（1822年）7月、文政9年（1826年）2月徳川治済、文政7年（1824年）1月24日徳川斉朝、10月24日徳川斉順を診療するなど、徳川御三家からも信任を得た。文政12年（1829年）岸村検校が死去し、当道座坊主の地位を継いだ。

### 幕府出仕
天保2年（1831年）12月1日徳川家斉、徳川家慶に御目見し、天保3年（1832年）9月14日奥医師並、大奥御用、20人扶持。天保4年（1833年）6月27日 帯刀を許され、12月23日稟米100俵。
天保4年（1833年）松浦静山を治療し、半弓を下賜、天保5年（1834年）刀を下賜された。天保6年（1835年）6月25日、江戸の検校の上座に附くことを認められたく天保7年（1836年）2月23日火事に遭い、谷町南部坂松代藩中屋敷に仮寓し、11月11日大沢に戻った。天保8年（1837年）11月28日、赤坂新町一丁目に220坪余の町屋敷を拝領し、町会所、商店、長屋として貸付けた。天保7年（1836年）11月19日奥医師、40人扶持。
天保10年（1839年）9月18日徳川家斉の類中風に罹ったため、16日間詰切で治療して効果を挙げ。12月18日法眼に叙せられた。天保11年（1840年）8月21日にも腫気のため、再び泊まり番で治療に当たり、9月16日200俵。しかし、自身も病気となって療養中、天保12年（1841年）閏1月7日に家斉は容態が急変し死去した。 
天保12年（1841年）2月22日本丸御医師、9月16日当道座を離れて寄合医師となり、葦原源道と名乗った。天保15年（1845年）坂幽玄より旧号を与えられ、玄道と改称した
安政4年（1857年）5月体調が悪化し、11月5日死去、29日成子村常円寺に葬られた。

## 編著
『鍼道発秘』
天保2年（1831年）7月成立の医書。
『慕香和歌集』
天保15年（1844年）3月17日、下総国東漸寺において木曾義昌250回忌追善供養を行った時に奉納したもの。弘化3年（1846年）義寛により公刊され、現在国立国会図書館所蔵。原本は昭和56年（1981年）11月13日旭市指定有形文化財。

## 肖像
虫歌観音所蔵木像
善光寺仏師村上刑部作。文政6年（1823年）1月四度目の松代赴任時、5000人の村人を治療して尊崇を受け、虫歌観音堂に奉納されたもの。
「木曽義長肖像」
天保9年（1838年）村上刑部作木像で、木曽義久が上野国箱田村（群馬県渋川市北橘町）木曽三柱神社に奉納した。平成17年（2005年）10月1日北橘村指定重要文化財。

## 建碑

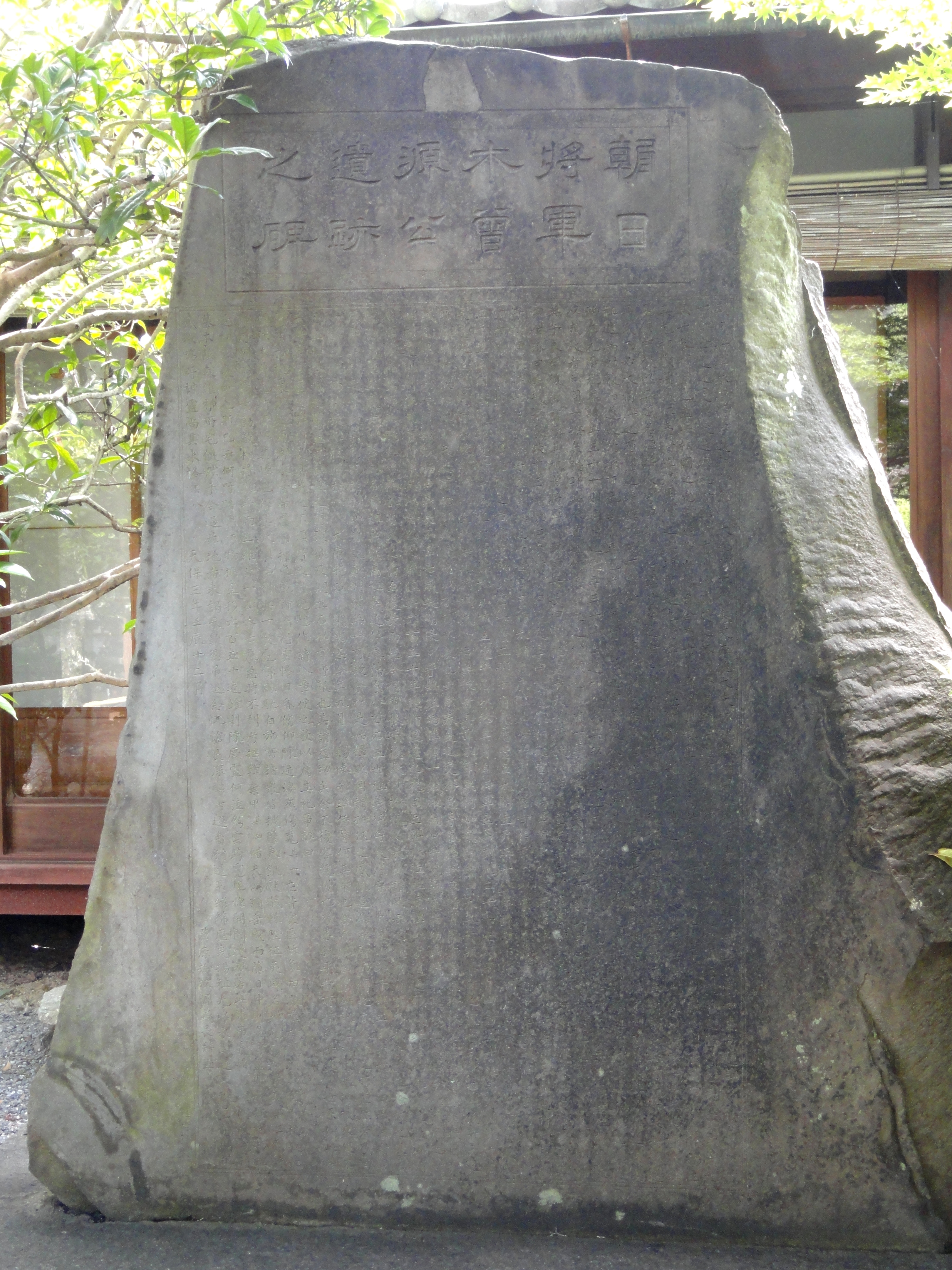
朝日将軍木曽源公遺跡之碑

「朝日将軍木曽源公遺跡之碑」
文政12年（1829年）近江国義仲寺への建碑を計画し、夏伊豆国根府川に石を選び、天保5年（1834年）京都まで水路で輸送、9月16日建碑した。撰文は林述斎、書字は男谷思孝、題額は真田幸貫、彫字は窪世昌。
「源義賢朝臣墳」碑
天保8年（1837年）8月武蔵国多摩郡大蔵村農民清水総右衛門宅付近の伝源義賢墳丘を整備し、根府川産の石を用いて石碑を建立した。現在世田谷区大蔵六丁目民家内に現存する。

## 親族
父：木曽忠太夫義富
剣術師範として諸国を歴遊し、文化元年（1804年）江戸で死去した。
実母：清水氏
後に孫島田半助と帰府し、弘化5年（1848年）検校と同居、嘉永6年（1853年）4月16日88で没
異母：葦原氏
妻：衣笠氏
萩藩衣笠縫殿右衛門直次女。
長男：木曽義寛
幼名は秀太郎。嘉永4年（1851年）1月19日御番入を願い出るも9月22日病死。墓所は妙像寺、法名は皎月院殿。
実子：木曽忠義
文政11年（1828年）生。幼名は三之助。石川貞市に養子に出るも、病気のため帰家し、嘉永6年（1853年）没。
二男：木曽義久
天保元年（1830年）生。幼名は久次郎、後に金之丞。嘉永5年（1852年）長兄義寛病死に伴い、12月25日徳川家慶に御目見、安政3年（1856年）11月12日大番、切米200俵。元治元年（1864年）9月没。
長女：千茂
天保3年（1832年）生。幼名は義、後に吹子。弘化4年（1847年）紀州藩奥に仕えた。
三男：木曽義信
天保5年（1834年）生。幼名は鍈三郎、後に駒之助、賢次郎。安政元年（1854年）没。
四男：信四郎
天保7年（1836年）生。天保9年（1838年）夭逝。
五男：鉄五郎
天保9年（1838年）生。天保14年（1843年）夭逝。
六男：木曽義方
嘉永2年（1849年）生。幼名は六之助。元治元年（1864年）兄義久より家督を継ぎ、明治5年（1872年）頃上野国北橘村箱田に移住、木曽三社神社宮司、玉匣小学校訓導を歴任し、明治12年（1879年）12月死去。